# Манукян, Максим (самбист)
Максим Манукян (род. 19 октября 1993) — армянский самбист и дзюдоист, серебряный призёр первенства Армении среди юниоров по дзюдо 2011 года, серебряный призёр первенств Европы по самбо среди юниоров 2012 и 2013 годов, бронзовый призёр первенства мира по самбо среди юниоров 2011 года, серебряный (2019) и бронзовый (2015—2017, 2022) призёр чемпионатов Европы по самбо, бронзовый призёр чемпионатов мира по самбо 2015, 2017 и 2022 годов годов. По самбо выступал в полулёгкой (до 57 кг) и лёгкой (до 62 кг) весовых категориях. Проживал в городе Гюмри.